# Onsbjerg Sogn

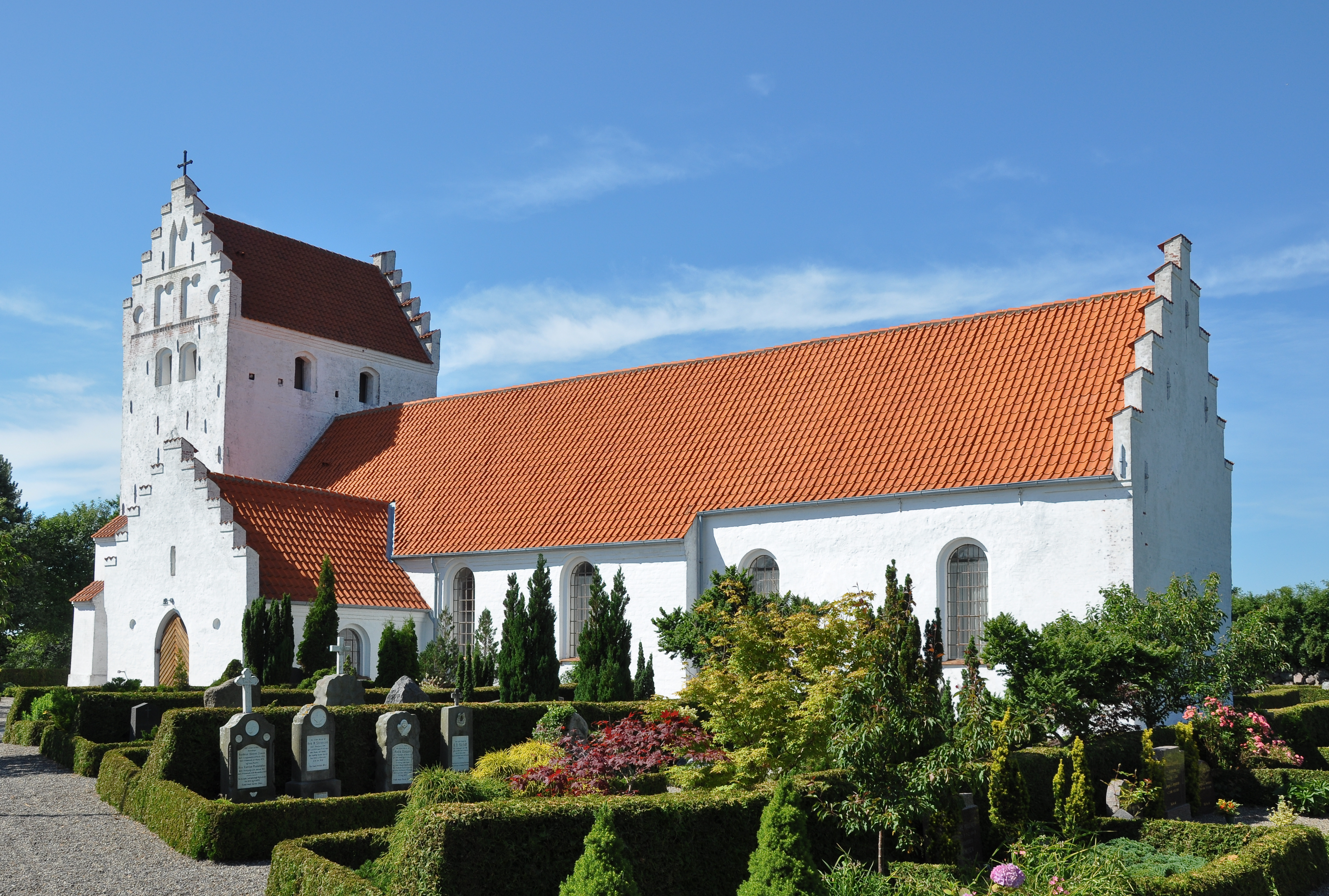
Onsbjerg Kirke

Onsbjerg Sogn ist eine ehemalige Kirchspielsgemeinde (dän.: Sogn)  auf der dänischen Insel Samsø. Bis 1962 gehörte sie zur Harde Samsø  Herred im Holbæk Amt. 1962 wurde sie kommunalpolitisch mit den vier anderen Kirchspielgemeinden der Insel zur Samsø Kommune zusammengeschlossen, die 1970 in das Århus Amt und bei der Kommunalreform zum 1. Januar 2007 in die Region Midtjylland wechselte. Am 1. Mai 2014 wurde die Gemeinde mit den übrigen auf Samsø zum Samsø Sogn zusammengelegt.
Im Kirchspiel lebten am 1. April 2014 664 Einwohner, aktuell (Stand:1. Januar 2023) 249 im Kirchdorf Onsbjerg. Im Kirchspiel liegt die Kirche „Onsbjerg Kirke“.
Nachbarkirchspiele sind im Norden Nordby, im Osten Besser und im Süden Tranebjerg.